# Lustrochernes reimoseri
Lustrochernes reimoseri es una especie de arácnido  del orden Pseudoscorpionida de la familia Chernetidae.

## Distribución geográfica
Se encuentra en Costa Rica y México.